# Agent intel·ligent
Un agent intel·ligent és una entitat de programari que, basant-se en el seu propi coneixement, realitza un conjunt d'operacions destinades a satisfer les necessitats d'un usuari o d'un altre programa, bé per iniciativa pròpia o perquè algun dels anteriors li ho requereix.
Els agents en si mateixos poden ser considerats entitats individuals que contínuament estan realitzant processos que els indica que fer i com. També es poden comunicar amb altres agents per resoldre de forma adequada el seu treball.

## Característiques
Els agents estan dissenyats específicament per processar consultes i posseeixen almenys un dels següents elements: capacitat de procés, coneixement de l'entorn on es mouen i informació d'un domini. Per considerar un agent com entitat intel·ligent haurà de comptar amb totes les següents propietats:
- Autonomia: l'agent pot actuar sense cap mena d'intervenció humana directa i tenir control sobre els seus propis actes.

- Sociabilitat: és capaç de comunicar-se per mitjà d'un llenguatge comú amb altres agents, inclús amb altres humans.

- Capacitat de reacció: pot percebre el seu entorn i reaccionar per adaptar-se a ell.

- Iniciativa: capacitat per emprendre les accions per resoldre un problema.

## Classificació

### Agents d'interfície
Donen suport i assistència, principalment a l'usuari, per tal que aprengui a utilitzar una aplicació particular. Aquests agents interactuen amb l'usuari de forma gràfica, de manera que l'usuari no té perquè conèixer tots els processos que l'agent realitza, només els resultats que proporciona. Això permet als agents tenir un cert grau d'autonomia respecte als usuaris.
Els agents d'interfície aprenen tant de l'usuari com d'altres agents. Poden aprendre per mitjà de rebre instruccions explícites de l'usuari, rebre reaccions positives o negatives, observant i imitant les accions realitzades per l'usuari o preguntant a altres agents per tal de col·laborar amb ells per aconseguir el seu objectiu.

### Agents col·laboratius o cooperatius
D'aquests agents podem destacar les propietats d'autonomia i cooperació, així com una capacitat de negociació per executar tasques de forma conjunta. S'utilitzen en un sistema on els agents desenvolupats de manera separada presentin una funcionalitat solament obtinguda gràcies al seu treball en conjunt.

### Agents mòbils
Aquests agents intel·ligents funcionen com processos capaços de viatjar per les WAN i la WWW, interactuant amb altres equips reunint informació en benefici del seu propietari i tornant de tornada després d'haver executat les tasques assignades pel seu usuari i així, informar dels resultats.

### Agents d'informació
Aquesta tecnologia sorgeix com a resposta dels reptes que planteja la recuperació de la informació en la WWW. Aquests agents compleixen amb el paper del maneig, de la manipulació o la recopilació de la informació que es troben en diferents fonts distribuïdes per a donar una resposta rellevant a les qüestions plantejades per l'usuari.

### Agents híbrids
Aquests agents són la combinació de dues o més filosofies dins d'un agent simple (mòbil, interfície, col·laboratiu, etc.). D'aquesta manera es maximitzen les habilitats de l'agent i es minimitzen les deficiències dels diferents tipus.

## Exemples
Alguns exemples d'entitats intel·ligents físiques serien:
- Robots de comportament variable autoregulat.

- Computadora que executa un programari de diagnòstic mèdic i mostra resultats en una pantalla per ajudar a decidir a un professional.

Pel que respecta a entitats intel·ligents purament virtuals:
- Un programari de descobriment de patrons en Internet que només interactua amb altres programaris.

- Un programari softbot que simula a una persona en un joc de computadora, com per exemple un jugador d'escacs en línia.